# Kundur, Malavalli
Kundur là một làng thuộc tehsil Malavalli, huyện Mandya, bang Karnataka, Ấn Độ.